# Richard Weiskirchner
Richard Weiskirchner (24. března 1861 Vídeň – 30. dubna 1926 Vídeň) byl rakousko-uherský, respektive předlitavský politik, v letech 1909–1911 ministr obchodu, později starosta Vídně a významný politik Křesťansko-sociální strany.

## Biografie
Od roku 1898 zasedal jako poslanec dolnorakouském zemském sněmu. Ve volbách roku 1897 byl zvolen za Křesťansko-sociální stranu i do Říšské rady (celostátní parlament). Reprezentoval zde městskou kurii, volební obvod: Vídeň, IX. okres. Mandát za stejný obvod obhájil i ve volbách roku 1901. Opětovně byl zvolen i ve volbách roku 1907, konaných již podle rovného volebního práva, bez kurií, kdy byl zvolen za volební obvod Dolní Rakousy 18. Poslancem byl až do konce funkčního období sněmovny, tedy do roku 1911. Po volbách roku 1907 se dokonce stal předsedou Poslanecké sněmovny Říšské rady.
Od roku 1883 působil ve správě města Vídně, zpočátku jako úředník. V období let 1903–1909 byl ředitelem vídeňského magistrátu a následně v letech 1913–1919 starostou Vídně. Ve funkci starosty musel řešit sociální a ekonomické dopady první světové války i obnovu běžného fungování města po válce a rozpadu monarchie. V letech 1917–1918 byl členem Panské sněmovny.
Za vlády Richarda Bienertha se dodatečně stal ministrem obchodu. Funkci zastával v období 10. února 1909 – 28. června 1911.
Politicky se angažoval i po vzniku samostatného Rakouska. V letech 1919–1923 byl poslancem Ústavodárného národního shromáždění Německého Rakouska, později Národní rady (rakouského parlamentu), jejímž předsedou byl v letech 1920–1923.
Z manželství s Berthou (1865–1934), rozenou Biberhofer, vzešly dcery Ernestina a Margareta. 